# Cinchona legitima
Cinchona legitima là một loài thực vật có hoa trong họ Thiến thảo. Loài này được Ruiz ex Lamb. mô tả khoa học đầu tiên năm 1810.